# Funnix

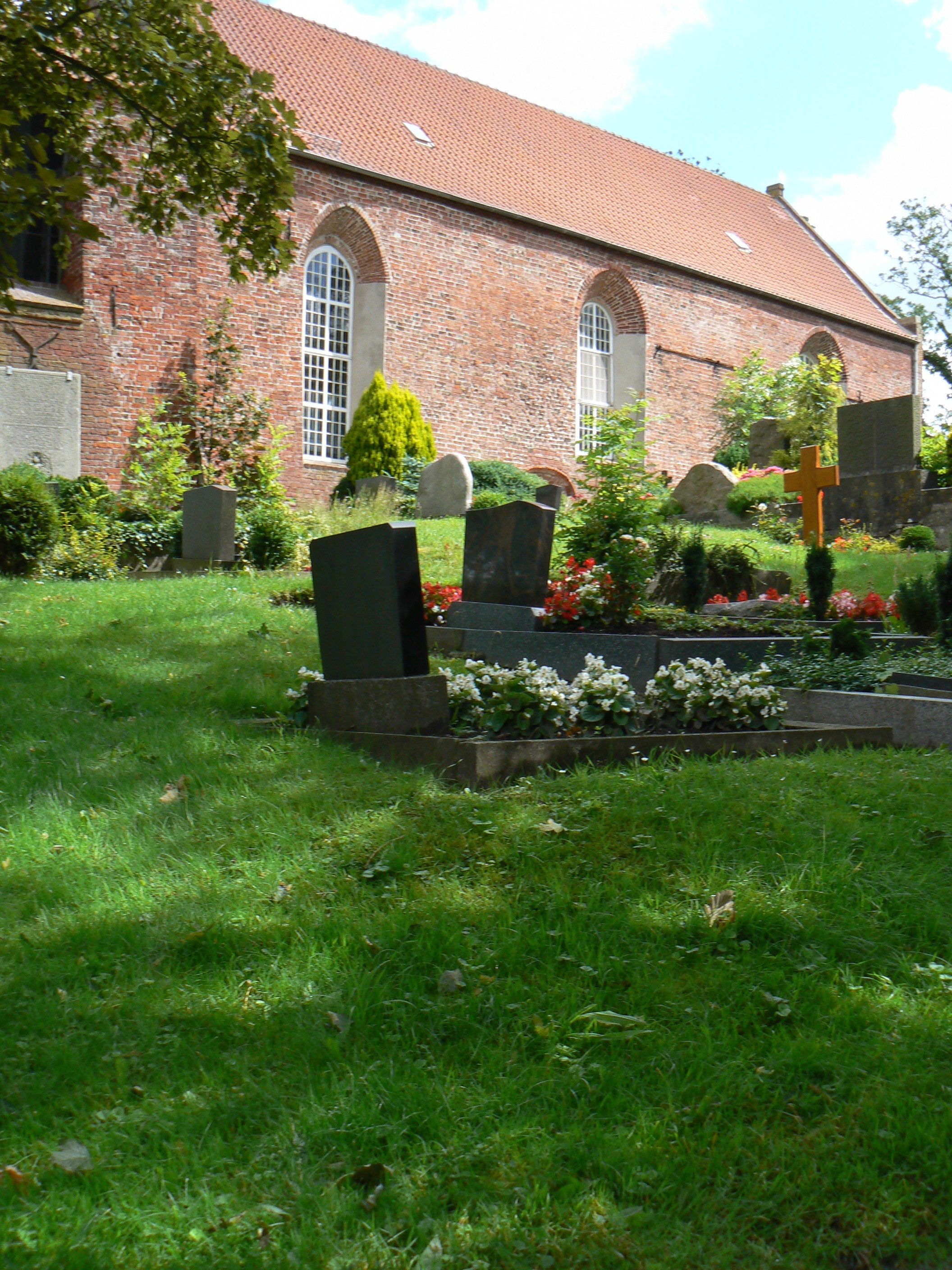
Kirche und Warft

Funnix ist ein Ortsteil der Stadt Wittmund des gleichnamigen Landkreises Wittmund in Niedersachsen. Dorf und Pfarrkirche Funnix liegen auf einer Warft.

## Geografie

### Geografische Lage und Verkehr

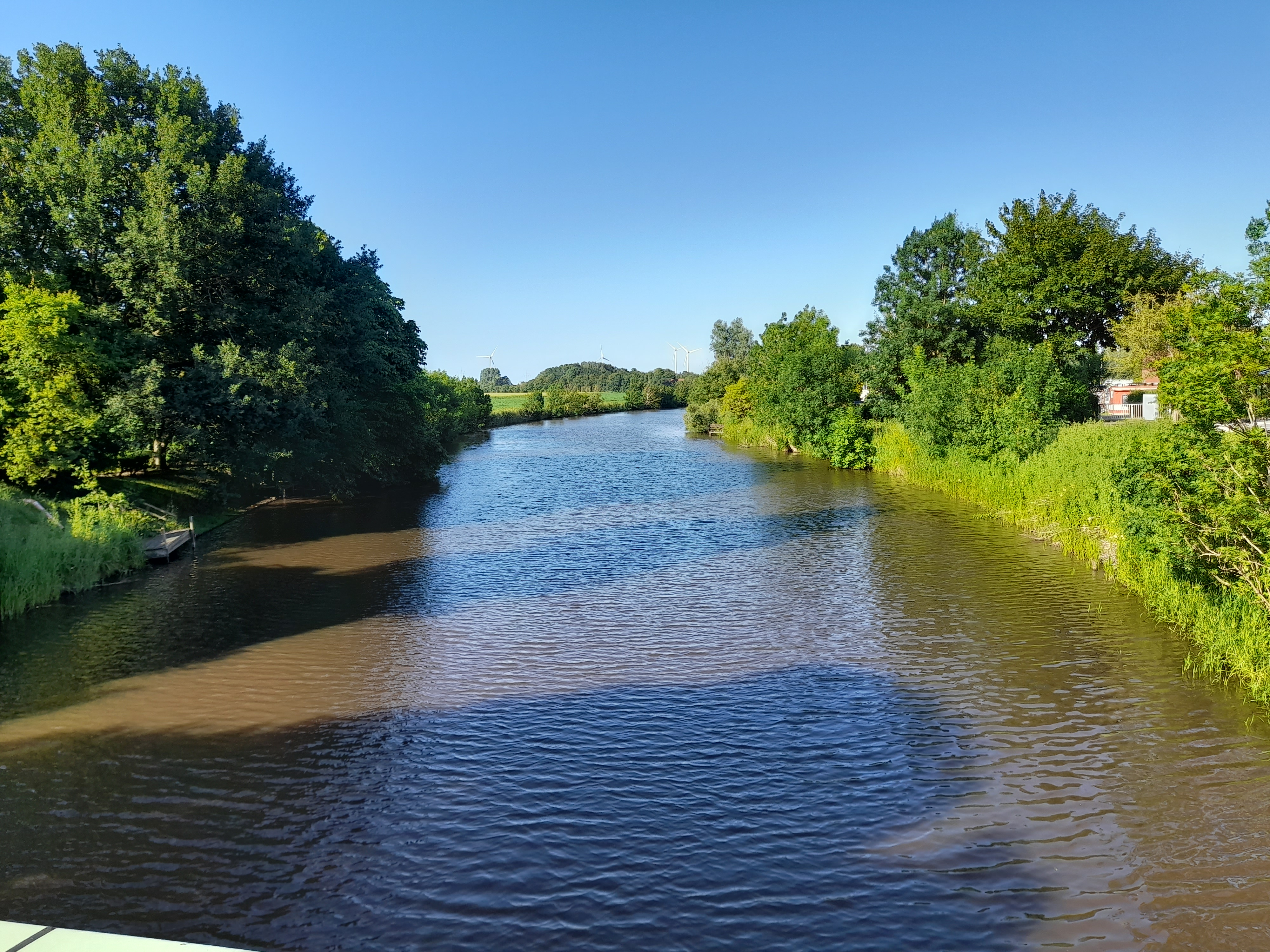
Harle in Altfunnixsiel

Funnix liegt in Ostfriesland an der Bundesstraße 461 zwischen Wittmund im Süden und Carolinensiel im Norden. Im Westen des Ortsteils verläuft die Harle.

### Gliederung der Gemarkung Funnix
Zur Gemarkung Funnix gehören neben dem Hauptort auch die Siedlungen Altfunnixsiel und Neufunnixsiel sowie die Kleinsiedlungen bzw. Gehöfte Funnixer neue Mitteldeich, Ennoswonne, Enno-Ludwigs-Groden (anteilig), Ülkegatt, Funnixer alte Deich, Vereinigung, Funnixerhörn, Funnixer Großeriege, Funnixer Kleineriege, Lüchtenburg, Westerdeich, Funnixer Fähre, Westerhusen, Osterhusen, Koppelburg, Grashaus, Güstwede, Ihnkeburg und Lehe (von Nord nach Süd aufgezählt).

## Geschichte

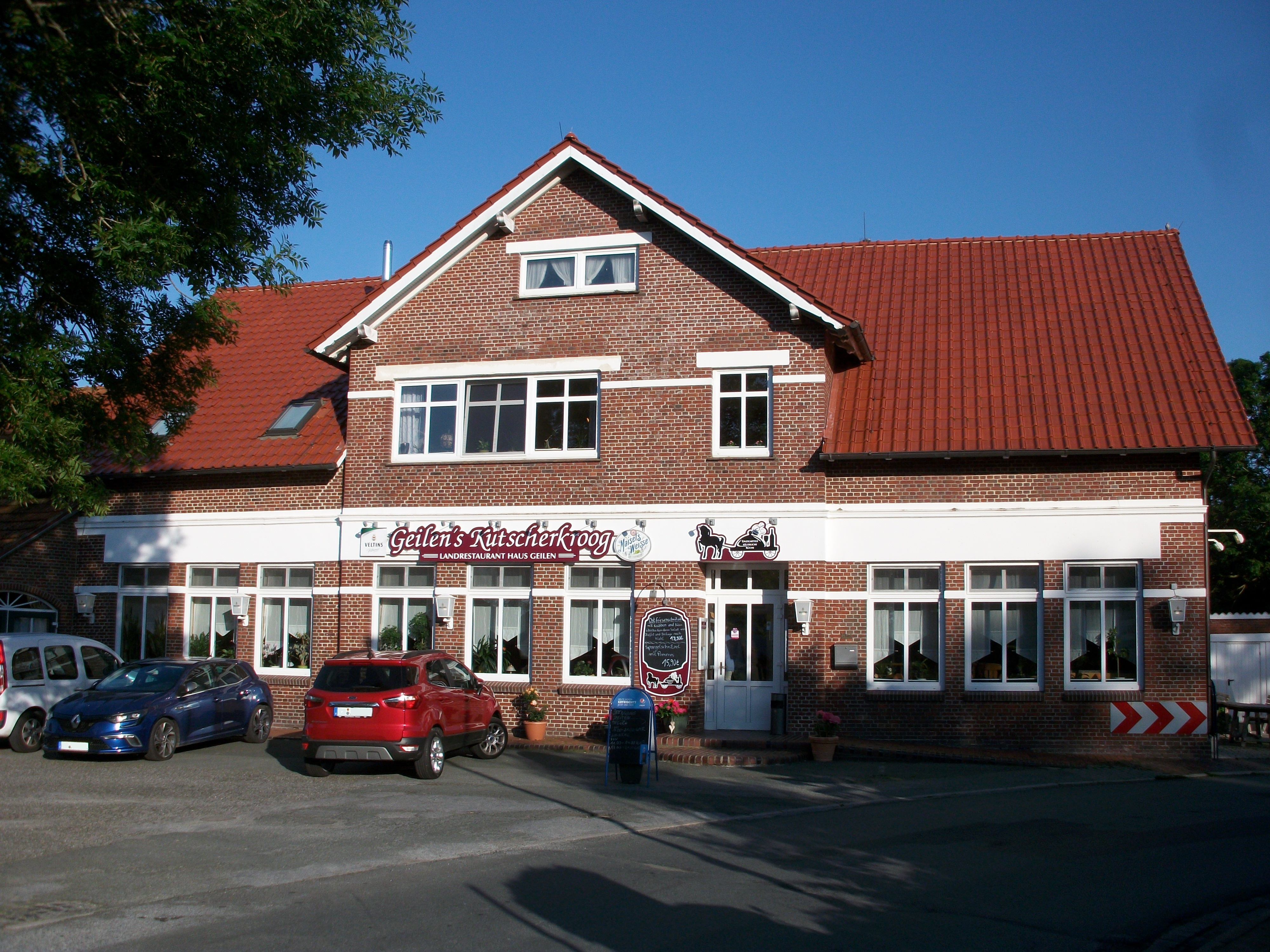
Geilen´s Kutscherkroog in Altfunnixsiel

Als Funnix im 11. Jahrhundert gegründet wurde, war der Deichbau noch nicht die verbreitetste Methode zum Hochwasserschutz an der Nordsee. Meist legte man die Ortschaften auf künstlich aufgeschütteten Hügeln, den so genannten Warften, an. Zusätzlich gab es bei Funnix aber auch einen niedrigen Deich. Südlich von Funnix sind vermutliche Fundamentreste einer Burg aus dem 15. Jahrhundert, der Ihnkeburg, gefunden worden.
Erst um 1550 begann die systematische Eindeichung von Teilen der Harlebucht zur Landgewinnung, 1599 wurde der Sielort Funnixsiel nördlich von Funnix am neuentstandenen Deich gegründet. Fortschreitende Landgewinnung führte zur Gründung von Neufunnixsiel 1658, anlässlich derer Funnixsiel in Altfunnixsiel umbenannt wurde.
Die neuen Deiche im Harlingerland hielten aber nicht jedem Hochwasser stand. Die schwerste Sturmflut in der Geschichte Ostfrieslands war die Weihnachtsflut vom 24. auf dem 25. Dezember 1717. Das Meerwasser richtete große Verwüstungen und Überflutungen in weiten Teilen Ostfrieslands bis zum Geestrand an. Wittmund, Jever und Burhafe wurden geschont, aber im Kirchspiel Funnix alleine zählte man 243 Todesopfer. Funnix gehörte damit zu den schwerstgetroffenen Dörfern. Es dauerte Jahre, die alte Deichlinie wiederherzustellen.
Wenig später begann man aber schon mit neuen Eindeichungen, bei denen als Sielort Carolinensiel gegründet wurde. In neuerer Zeit entstand mit Harlesiel (1953) der vorerst jüngste Sielort. Bis in die 1960er Jahre bildeten die drei Orte Funnix, Altfunnixsiel und Neufunnixsiel eine selbständige Gemeinde. Am 1. Juli 1968 wurde Funnix mit den Gemeinden Berdum und Carolinensiel mit Harlesiel zur Samtgemeinde Harlesiel zusammengefasst. Diese wurde wiederum am 16. Juli 1972 nach Wittmund eingemeindet.
Altfunnixsiel ist heute ein staatlich anerkannter Erholungsort. Wie Neufunnixsiel ist er insbesondere touristisch geprägt.

## Sehenswürdigkeiten

### Pfarrkirche St. Florian
Die Funnixer Backsteinkirche St. Florian, die auf einer hohen Warft steht, wurde im 14. Jahrhundert erbaut. Der isoliert stehende Glockenturm datiert schon aus dem 13. Jahrhundert. Auch Funde von Grabplatten aus dem 12. Jahrhundert, die man bei Restaurierungsarbeiten entdeckt hat, weisen auf einen Vorgängerbau an gleicher Stelle hin.
Zur reichen Ausstattung der Kirche gehören ein Taufstein und ein Weihwasserbecken aus dem 12. Jahrhundert.
Eine Besonderheit ist der Schnitzaltar aus dem 15. Jahrhundert mit 105 auswechselbaren Figuren, die der Legende nach ein einarmiger Knecht geschaffen haben soll. Die barocke Kanzel von Jacob Cröpelin aus Esens stammt aus dem 17. Jahrhundert, die Orgel (Rokoko) von J.F. Constabel und H. J. Müller aus Wittmund von 1760–1762.
Seit 2007 gehört die evangelisch-lutherische Pfarrkirche zum Verbund „Verlässlich geöffneter Kirchen“. Mit regelmäßigen Öffnungszeiten soll die Attraktivität für Touristen erhöht werden.

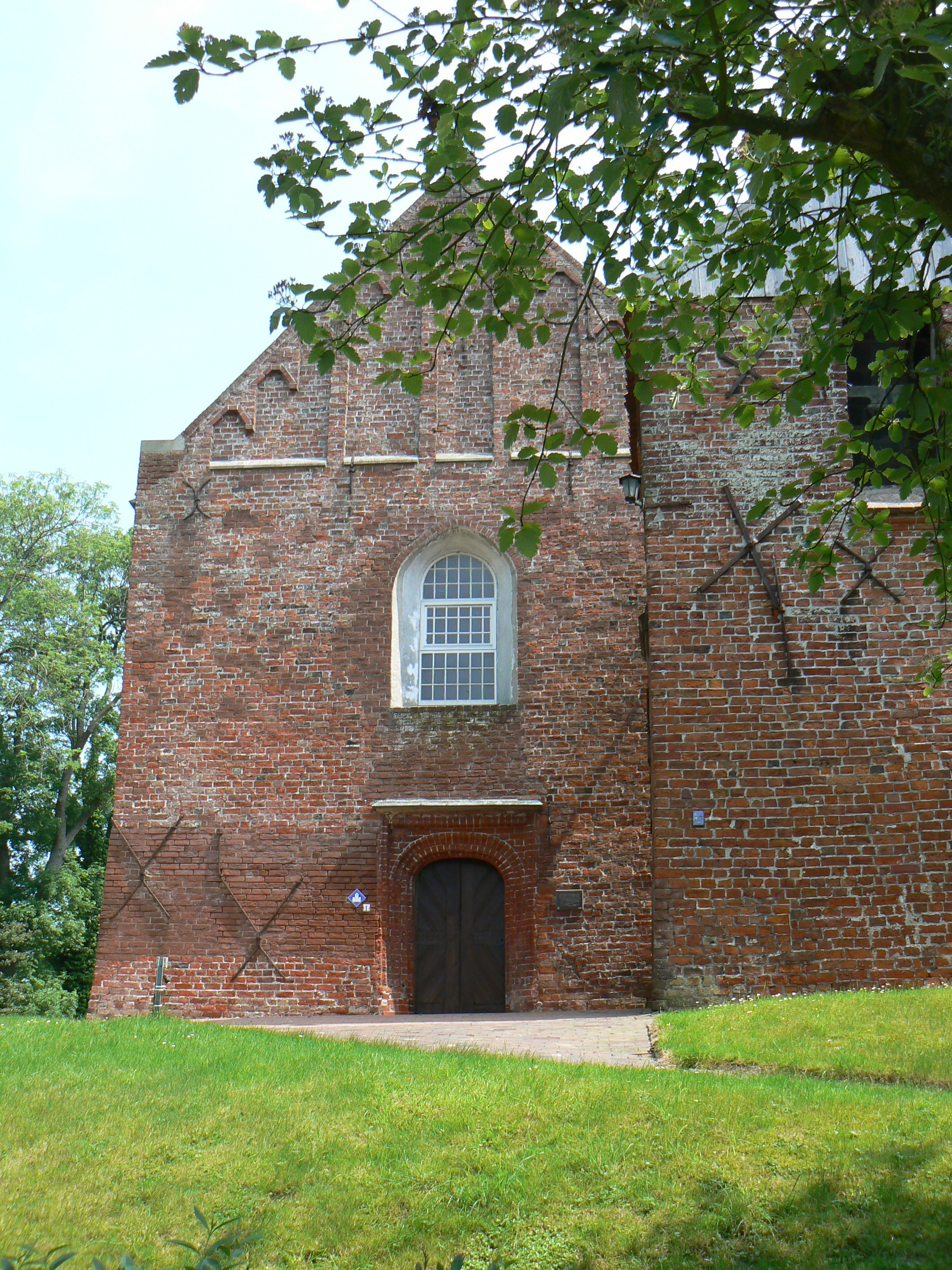
Kirche Funnix
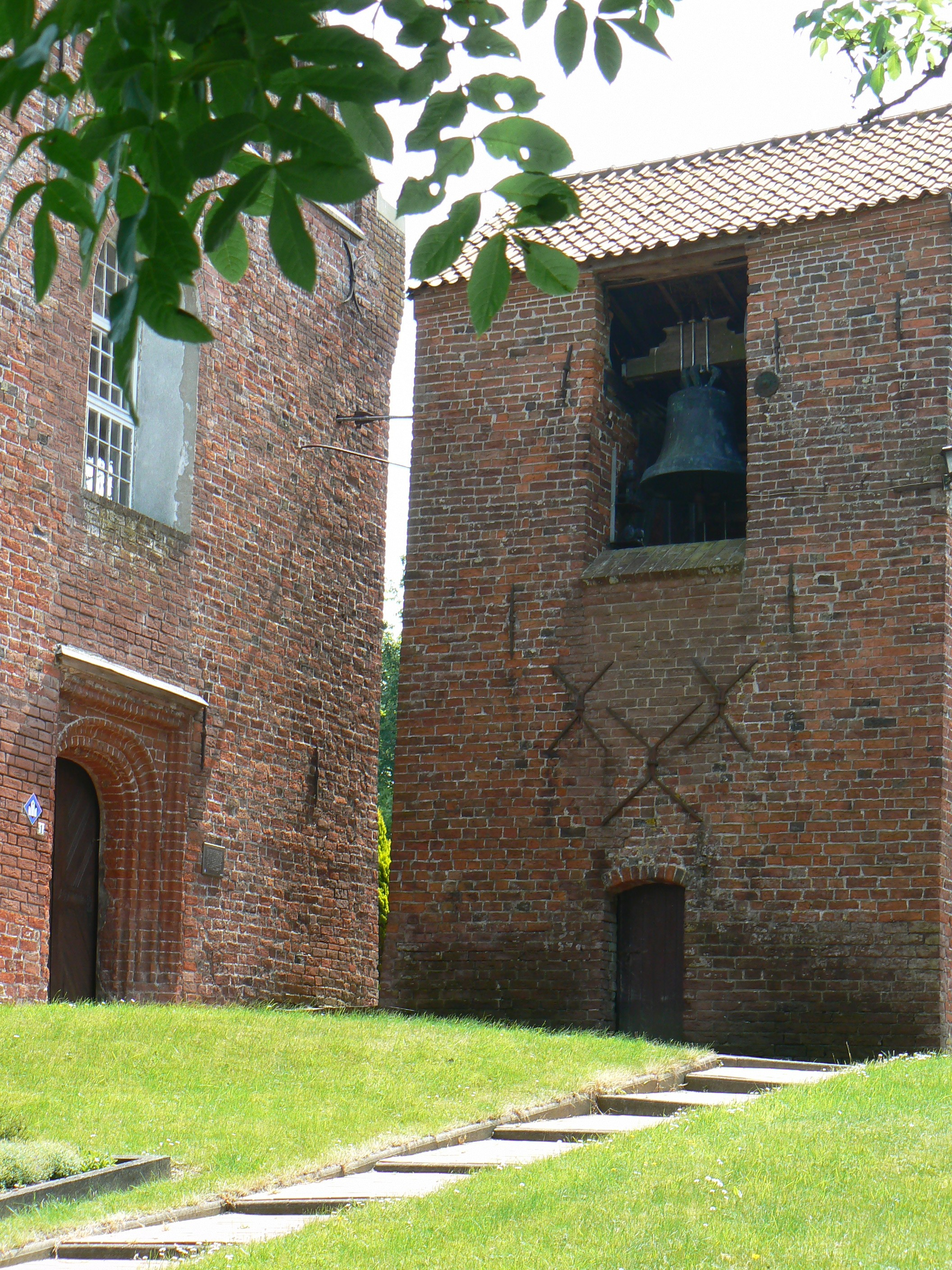
Kirche und Turm Funnix
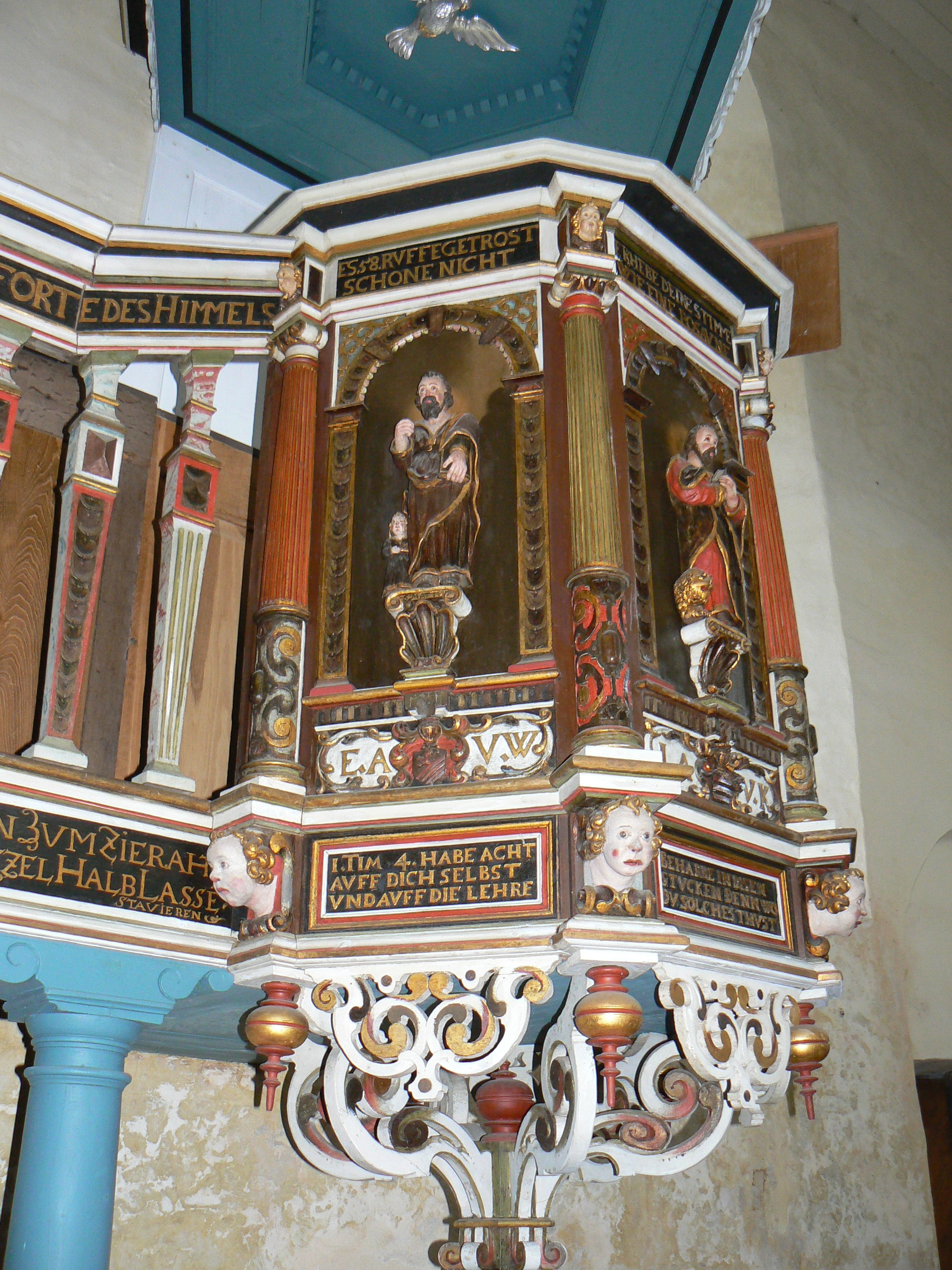
Barockkanzel von Jacob Cröpelin aus Esens
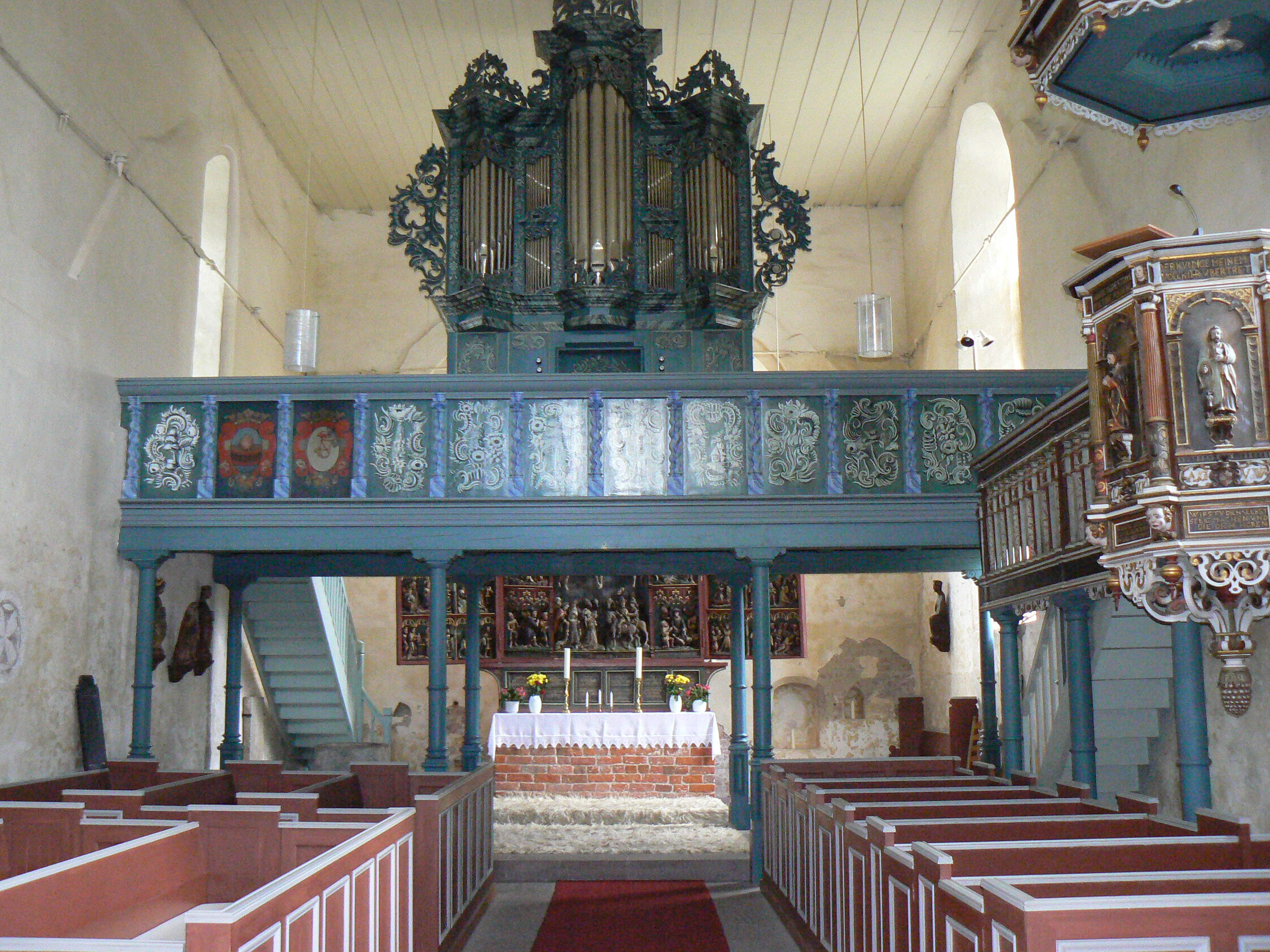
Kircheninterieur

### Skulpturengarten Funnix

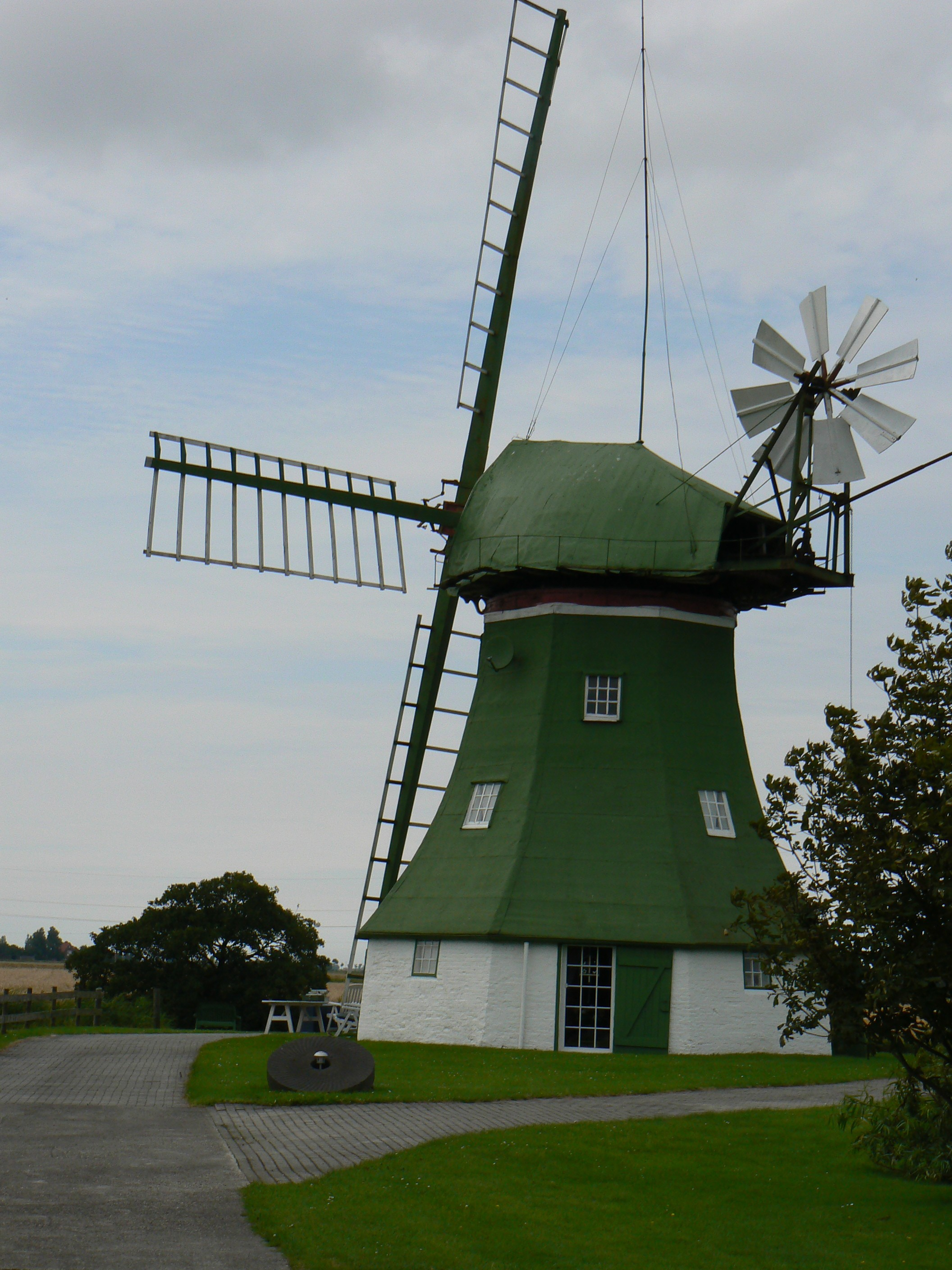
Erdholländer von 1802 in Altfunnixsiel

In einem etwa einen Hektar großen Skulpturengarten der Kirche gegenüber kann man seit 2007 die Sammlung Wübbena des Wittmunder Bildhauers Leonard Wübbena besuchen. Neben vielen Stahlwerken von Wübbena sind Skulpturen einiger Freunde aus Deutschland und den Niederlanden zu besichtigen. Der Skulpturengarten Funnix ist Teilnehmer der Veranstaltungsreihe „Garten Eden Ostfriesland“. Den Höhepunkt der Garten Eden Ostfriesland 2007 bildete die Ausstellung „Garten Eden - Der Garten in der Kunst seit 1900“ in der Kunsthalle in Emden.

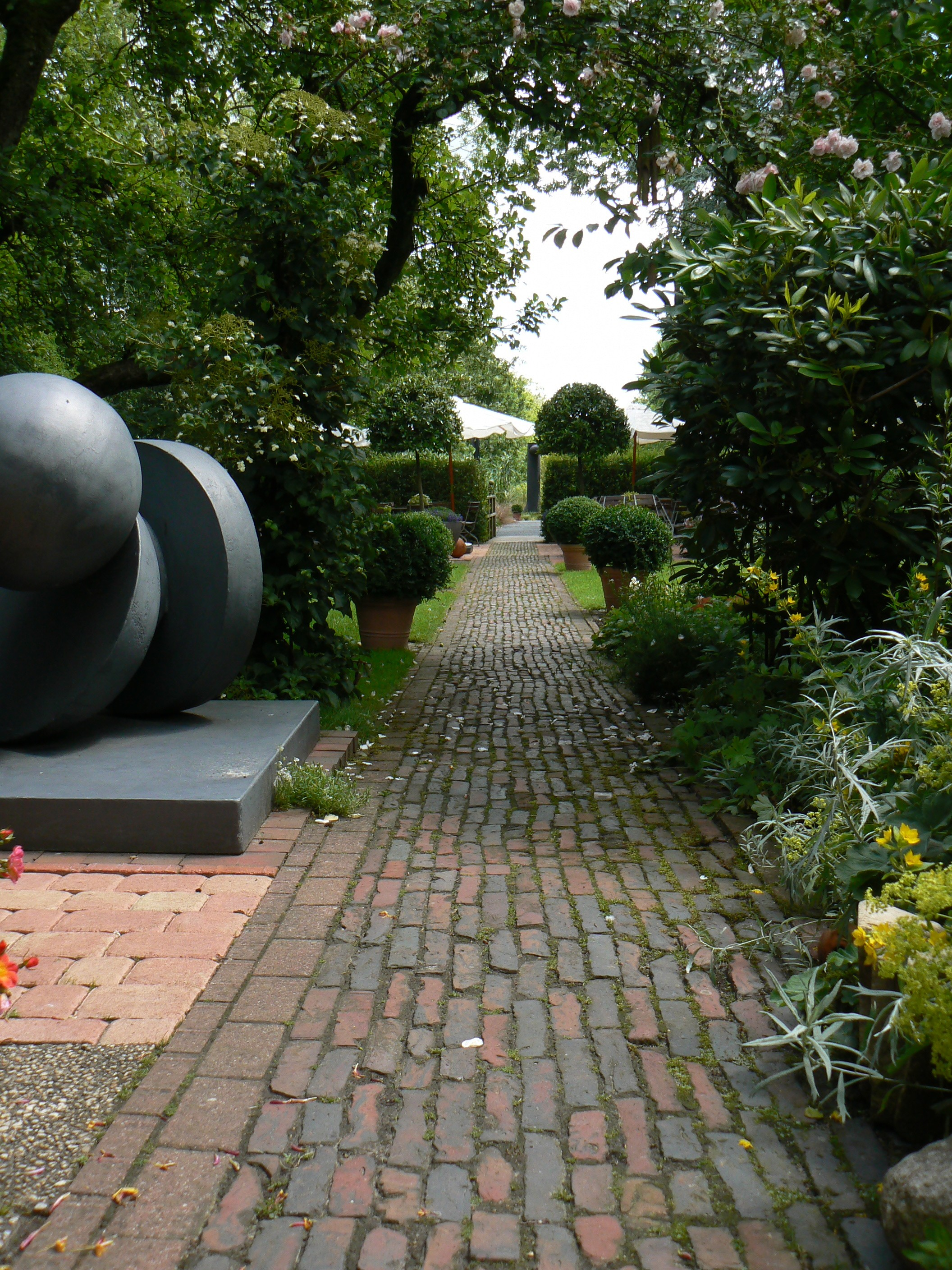
Skulpturengarten Funnix
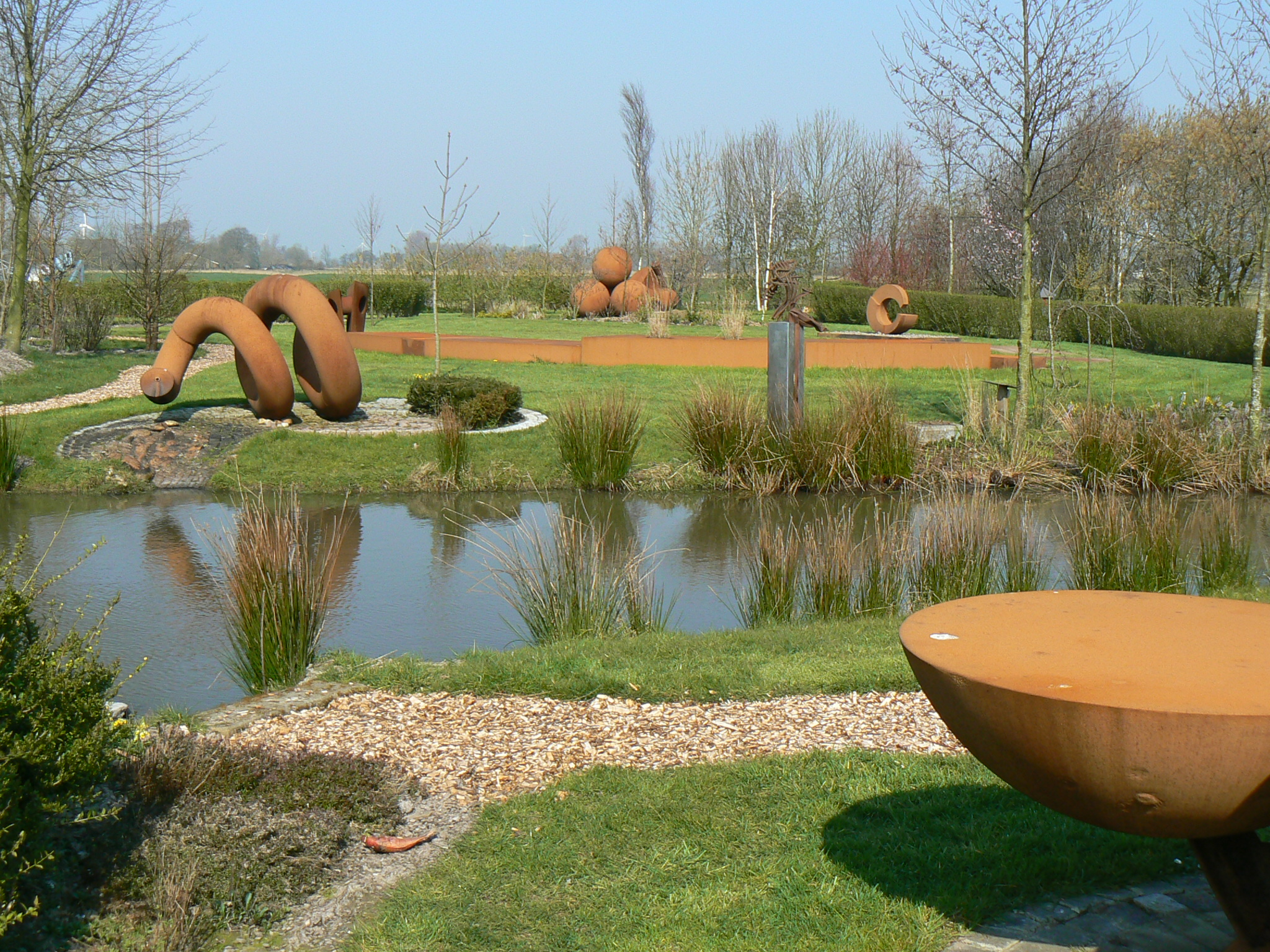
Skulpturengarten Funnix

### Erdholländer Altfunnixsiel
Die Altfunnixsieler Mühle ist ein Erdholländer aus dem Jahr 1802. Er befindet sich im Ortsteil Altfunnixsiel.

## Sport
Funnix und Altfunnixsiel haben mit dem WSV Harle einen erfolgreichen Kanusportverein.